# Храм на Антонин и Фаустина
Храмът на Антонин и Фаустина (на италиански: Tempio di Antonino e Faustina) се намира на Римския форум.
Храмът е построен през 141 от н.е. по заповед на император Антонин Пий в чест на неговата починала жена Фаустина.
След смъртта на императора, храмът е посветен и на него: Divo Antonino et Divae Faustinae ex S(enatus) C(onsulto): На божествения Антонин и божествената Фаустина по решение на Сената.
По-късно храмът е превърнат в църквата „Свети Лоренцо“ (San Lorenzo in Miranda). Това може да се е случило още през ранния VII век., но знаем със сигурност, че е църква през XI век. от труда  Mirabilia Urbis Romae, и поради това е добре съхранена до наши дни.